# Franco Pardo
Franco Emanuel Pardo (Córdoba, 5 aprile 1997) è un calciatore argentino, difensore dell'Unión (SF).

## Caratteristiche tecniche
È un difensore centrale.

## Carriera
Pardo è cresciuto nel settore giovanile del Belgrano, dove ha debuttato il 9 maggio 2017 nell'incontro di Primera División vinto 2-1 contro il Vélez Sarsfield. Il 1º giugno 2018 ha firmato il suo primo contratto professionistico.
Nel 2021 è stato ceduto all'Estudiantes (RC), ed il 9 maggio ha segnato il suo primo gol in carriera nel pareggio per 1-1 contro il Chacarita Juniors. Terminata la stagione ha lasciato il club a parametro zero per unirsi ai cileni del Palestino ma dopo una sola stagione ha fatto ritorno in Argentina all'All Boys. Dopo soli sei mesi ha tuttavia rescisso il contratto con i bianconeri ed il 25 agosto ha firmato con l'Unión (SF).

## Statistiche

### Presenze e reti nei club
Statistiche aggiornate al 26 giugno 2024.
| Stagione        | Squadra          | Campionato      | Campionato | Campionato | Coppe nazionali | Coppe nazionali | Coppe nazionali | Coppe continentali | Coppe continentali | Coppe continentali | Altre coppe | Altre coppe | Altre coppe | Totale | Totale | Totale |
| Stagione        | Squadra          | Comp            | Pres       | Reti       | Comp            | Pres            | Reti            | Comp               | Pres               | Reti               | Comp        | Pres        | Reti        | Pres   | Reti   |        |
| --------------- | ---------------- | --------------- | ---------- | ---------- | --------------- | --------------- | --------------- | ------------------ | ------------------ | ------------------ | ----------- | ----------- | ----------- | ------ | ------ | ------ |
| 2016-2017       | Belgrano         | PD              | 1          | 0          | CA              | 0               | 0               |                    | -                  | -                  |             | -           | -           | 1      | 0      |        |
| 2017-2018       | Belgrano         | PD              | 0          | 0          | CA              | 0               | 0               |                    | -                  | -                  |             | -           | -           | 0      | 0      |        |
| 2018-2019       | Belgrano         | PD              | 0          | 0          | CA              | 1               | 0               |                    | -                  | -                  |             | -           | -           | 1      | 0      |        |
| 2019-2020       | Belgrano         | PBN             | 0          | 0          | CA              | 0               | 0               |                    | -                  | -                  |             | -           | -           | 0      | 0      |        |
| 2020            | Belgrano         | PBN             | 7          | 0          |                 | -               | -               |                    | -                  | -                  |             | -           | -           | 7      | 0      |        |
| 2021            | Estudiantes (RC) | PBN             | 32         | 2          | CA              | 2               | 0               |                    | -                  | -                  |             | -           | -           | 34     | 2      |        |
| 2022            | Palestino        | PD              | 27         | 0          | CC              | 2               | 0               |                    | -                  | -                  |             | -           | -           | 29     | 0      |        |
| 2023            | All Boys         | PBN             | 26         | 1          | CA              | 2               | 0               |                    | -                  | -                  |             | -           | -           | 28     | 1      |        |
| 2024            | Unión (SF)       | PD              | 5          | 1          | CA+CdL          | 1+18            | 0+3             |                    | -                  | -                  |             | -           | -           | 24     | 4      |        |
| Totale carriera | Totale carriera  | Totale carriera | 98         | 4          |                 | 26              | 3               |                    | -                  | -                  |             | -           | -           | 124    | 7      |        |